# 1886 en Bretagne
 Chronologie de la Bretagne
- 1882
- 1883
- 1884
- 1885
- 1886
- 1887
- 1888
- 1889
- 1890

Cette page recense des événements qui se sont produits durant l'année 1886 en Bretagne.

## Société

### Naissance
- 7 octobre à Malansac : Eugène Buino, décédé en mer le 13 décembre 1917, officier de marine français.